# تمتيك (تامكروت)
تمتيك هي إحدى مشيخات المملكة المغربية، تتبع جغرافيا لإقليم زاكورة وإداريًا لتامكروت. يقدر عدد سكانها بـ 3830 نسمة حسب الإحصاء الرسمي للسكان والسكنى لسنة 2004.